# Angelo Berardi (militare)
Angelo Berardi (Taranto, 9 giugno 1887 – Taranto, 4 dicembre 1918) è stato un aviatore e militare italiano, che combatté durante la guerra italo-turca e nella prima guerra mondiale,  al comando di dirigibile.  Decorato con quattro Medaglie d'argento al valor militare e con la Croce di Cavaliere dell'Ordine della Corona d'Italia.

## Biografia
Nacque a Taranto il 9 giugno 1887 e attratto dalla vita militare nel 1902 fu ammesso a frequentare il Collegio militare di Roma, entrando nel 1907 nella Regia Accademia Militare d'Artiglieria e Genio di Torino da cui uscì nel 1910 con il grado di sottotenente, assegnato all'arma del genio. Dopo aver frequentato brillantemente la Scuola d'Applicazione d’Artiglieria e Genio fu promosso tenente nel corso del 1911, partendo in quello stesso anno per la guerra di Libia in seno al Battaglione dirigibili.
In quel periodo l'appena costituito Corpo aeronautico militare del Regio Esercito iniziò ad utilizzare i dirigibili in azioni belliche, impiegandoli in missioni di ricognizione e bombardamento. 

### In guerra
All'atto dell'entrata in guerra dell'Italia, il 24 maggio 1915, fu comandante del dirigibile P.5, con cui esordì in azione nella notte del 26 maggio.
Transitato dopo cinque azioni sull'M.1, ne compì altre quattro prima di passare sull'M.3 nel marzo 1917. Promosso capitano il 16 maggio 1916, fu nominato comandante di dirigibile il 1º giugno 1917 transitando sull'M.11. Nella notte del 9 dicembre 1917 l'M.11, modificato a Pontedera per il volo ad alta quota, in fase di rientro da una missione di bombardamento su Quero (Belluno) stabilì il record mondiale di altitudine per dirigibile salendo fino alla quota di 6.250 m.
Promosso maggiore per merito di guerra il 30 aprile 1918, al termine del conflitto aveva compiuto 86 missioni belliche di cui 64 da bombardamento, risultando decorato con tre medaglie d'argento al valor militare.

### La morte
Per recarsi a Taranto in licenza, all'alba de 4 dicembre 1918 si imbarcò a Ciampino a bordo del dirigibile O.5, ai comandi del tenente di vascello Gino Pappalardo. L'aeronave doveva eseguire una esercitazione congiunta con il dirigibile O.6, ma a causa delle cattive condizioni meteorologiche incontrate su Amendolara le due aeronavi si separarono. L'O.6 fu perduto subito di vista e non venne mai ritrovato, mentre l'O.5 riuscì a portarsi sul mare aperto nelle vicinanze di Taranto, dirigendo sull'aeroscalo di San Vito. L'assenza su questa base di personale addestrato alla manovra di ancoraggio rese l'operazione molto difficile, e l'aeronave urtò una costruzione in muratura danneggiandosi. I due ufficiali di marina presenti a bordo si lanciarono fuori da tre metri di altezza sul tetto della costruzione. Il maggiore Berardi e il motorista rimasero a bordo nel tentativo di salvare il dirigibile, ma il vento allontanò definitivamente l'aeronave che scomparve in mezzo alla bufera. I suoi rottami furono ritrovati tre giorni dopo a 15 miglia a sud-ovest di Santa Maria di Leuca, ma i corpi dei due sfortunati aviatori non vennero mai ritrovati, tranne alcuni vestiti che furono riconosciuti come appartenenti al Berardi. La tragedia era avvenuta davanti a suo padre, che in qualità di ingegnere stava lavorando ai lavori di ampliamento dell'idroscalo di San Vito.
Per onorarne la memoria gli fu conferita la quarta medaglia d'argento al valor militare e sulla facciata del Palazzo degli Uffici di Taranto fu murata una lapide in suo onore, dettata da Alessandro Criscuolo. e gli fu dedicata la via dove nacque. Nel gennaio 1920 il dirigibile M 11 fu ribattezzato con il suo nome.

### Annotazioni
1. ↑  Nacque in una casa da poco costruita nel nascente Borgo, in una via che gli fu successivamente intitolata.
2. ↑  Il testo originale recita: Eroico atleta dell'aria, dopo aver pilotato in tempo avverso il dirigibile 0-5 da Ciampino a Taranto, la sera di Santa Barbara del MCMXVIII ne tentava l'atterraggio sul lido di S. Vito, anelando la terra nativa. Vi si opponeva la furia del vento e la sorda minaccia del mare. Il corpo dell’eroe fu predato e non reso. L'anima volava a l’infinito dei cieli. Ma la vita e la morte di lui saranno sempre per tutti magnifico esempio di come si viva e si muoia per l'adempimento del dovere.

### Fonti
1. 1 2 3 4 5 6  Mancini 1936, p. 83.
2. ↑  Pesce 1982, p. 59.
3. 1 2 3 4 5 6 7 8  Pesce 1982, p. 65.
4. ↑  Pesce 1982, p. 80.